# ブルース・フレーザー
初代ノースケープのフレーザー男爵ブルース・オースティン・フレーザー（Bruce Austin Fraser, 1st Baron Fraser of North Cape,GCB KBE、1888年2月5日 - 1981年2月12日）は、イギリス海軍の軍人。海軍元帥、初代フレーザー・オブ・ノース・ケープ男爵、GCB、KBE。
第二次世界大戦中に本国艦隊司令長官を務め、戦艦デューク・オブ・ヨークに坐乗して北岬沖海戦を陣頭指揮し完勝した。
第二次世界大戦終了時にはイギリス太平洋艦隊司令長官の任にあり、アメリカ戦艦ミズーリ上での日本の降伏調印式において、イギリス代表として降伏文書に署名した。戦後、海軍士官の最高ポストである第一海軍卿を務めた。

## 生涯

### 青年士官

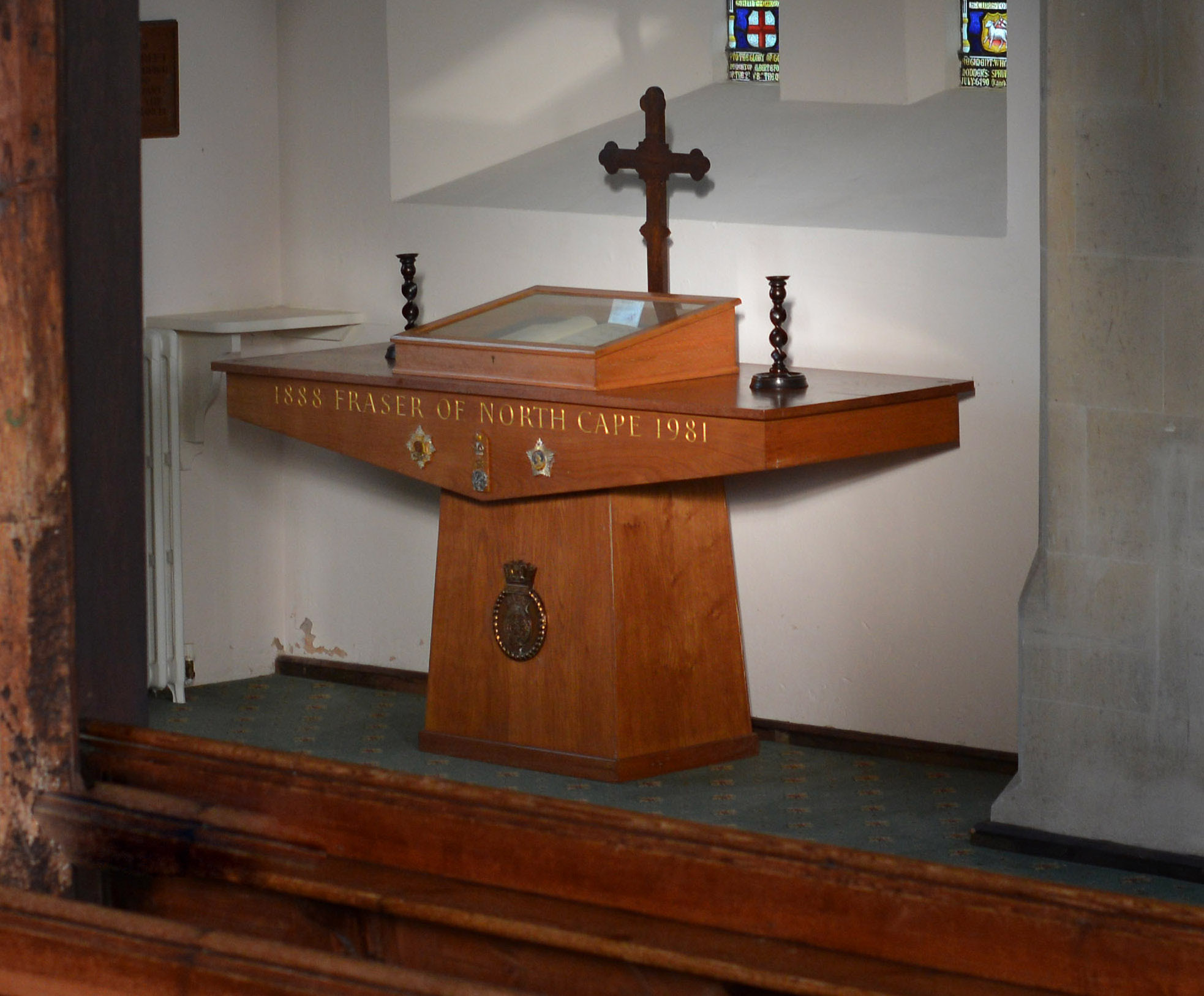
フレーザーの勲章

1888年にアレクサンダー・フレーザーとモニカ・フレーザー（旧姓スミス）の息子としてアクトンに生まれ、ブラッドフィールド・カレッジで教育を受ける。
1902年9月に海軍兵学校に入校、1904年1月15日に卒業して少尉候補生として海峡艦隊所属の戦艦ハンニバルに配属された。1905年2月に戦艦プリンス・ジョージに異動し、1907年3月15日に中尉に任官し、5月には戦艦トライアンフに異動した。9月に駆逐艦ジプシーに異動し、1908年3月15日に大尉に進級した後、地中海艦隊所属の巡洋艦ランカスターに異動した。
1910年8月に本国艦隊に配属され、翌1911年7月まで偵察巡洋艦ボーディシアで勤務した。7月31日からはHMSエクセレント（地上施設。ポーツマス港のホエール島にある海軍砲術学校）に入り、砲術専門士官として研鑽を積んだ。1912年からは王立海軍大学グリニッジ校の砲術コースに進み、優秀な成績を修めた。

### 第一次世界大戦

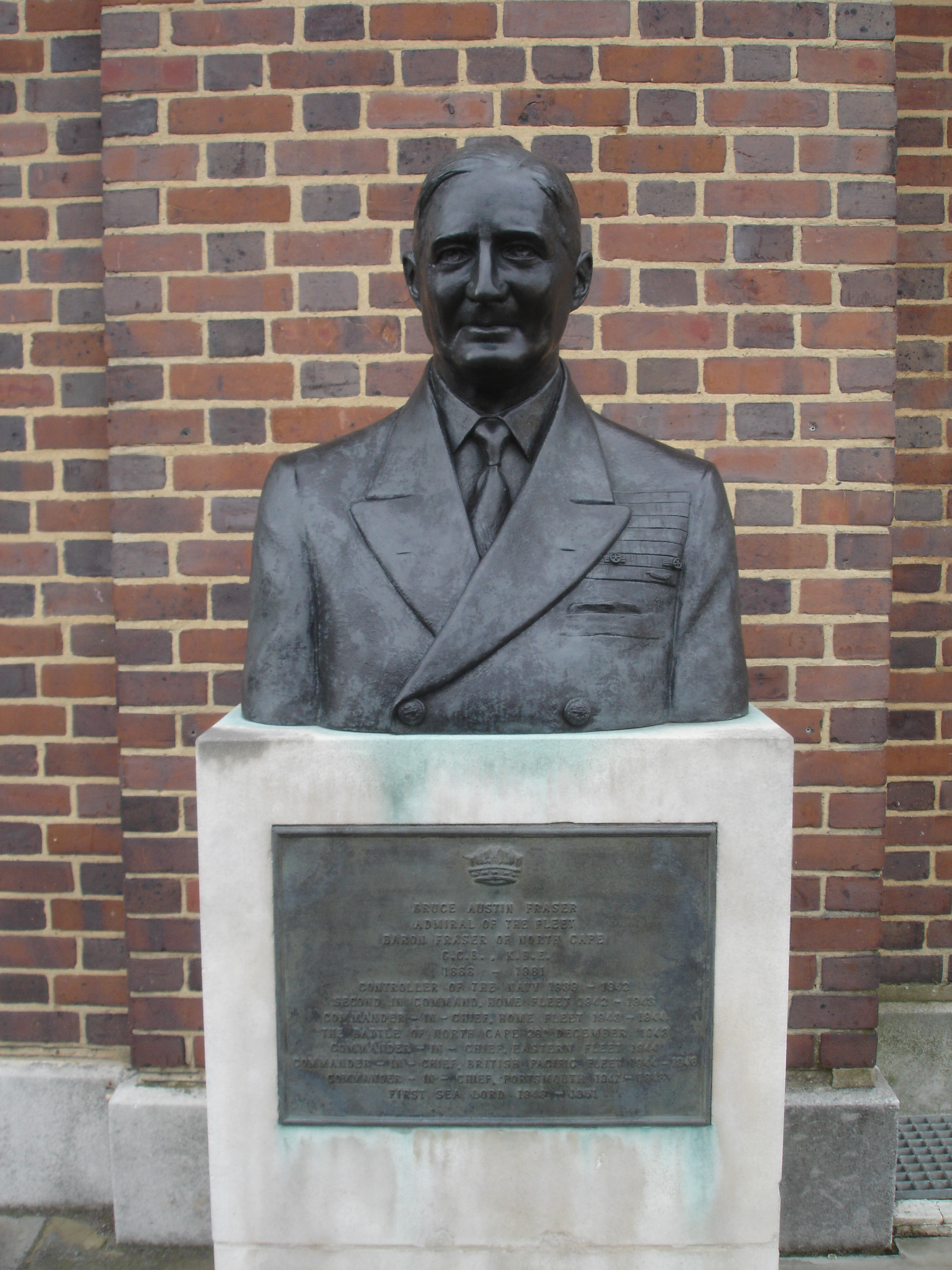
ポーツマス海軍基地にあるフレーザー像

第一次世界大戦が勃発するとガリポリの戦いに参加し、エジプト西部防衛のための巡洋艦ミネルバでの艦砲射撃を行った。1916年3月15日に少佐に進級し、同年末に戦艦レゾリューションに異動した。その後はグランド・フリートに異動となり終戦まで勤務し、1918年11月のドイツ帝国海軍大洋艦隊のスカパ・フロー抑留に際会した。
1919年6月30日に中佐に進級し、7月17日には大英帝国勲章（オフィサー)、OBEを授与された。その後、フレーザーはカスピ小艦隊攻撃のためロシア内戦への参戦を志願するが、アゼルバイジャン・バクーでの作戦従事中に赤軍に捕縛され、1920年11月まで拘束されていた。解放後はHMSエクセレントに戻るが、1922年6月に海軍本部の兵器部に異動する。

### 戦間期
1924年12月に地中海艦隊の艦隊砲術長となり、1926年6月30日に大佐に進級した。翌1927年1月に海軍本部戦術部長に就任した。1929年7月に重巡洋艦エッフィンガム艦長となり、1933年7月に海軍本部兵器部長に就任した。1936年5月に空母グローリアス艦長となり、1937年に航空艦隊参謀長に転じる。1938年1月11日に少将に進級し、4月に地中海艦隊参謀長に補される。1939年1月にはバス勲章（コンパニオン、CB）を授与され、3月に第三海軍卿に就任する。

### 第二次世界大戦

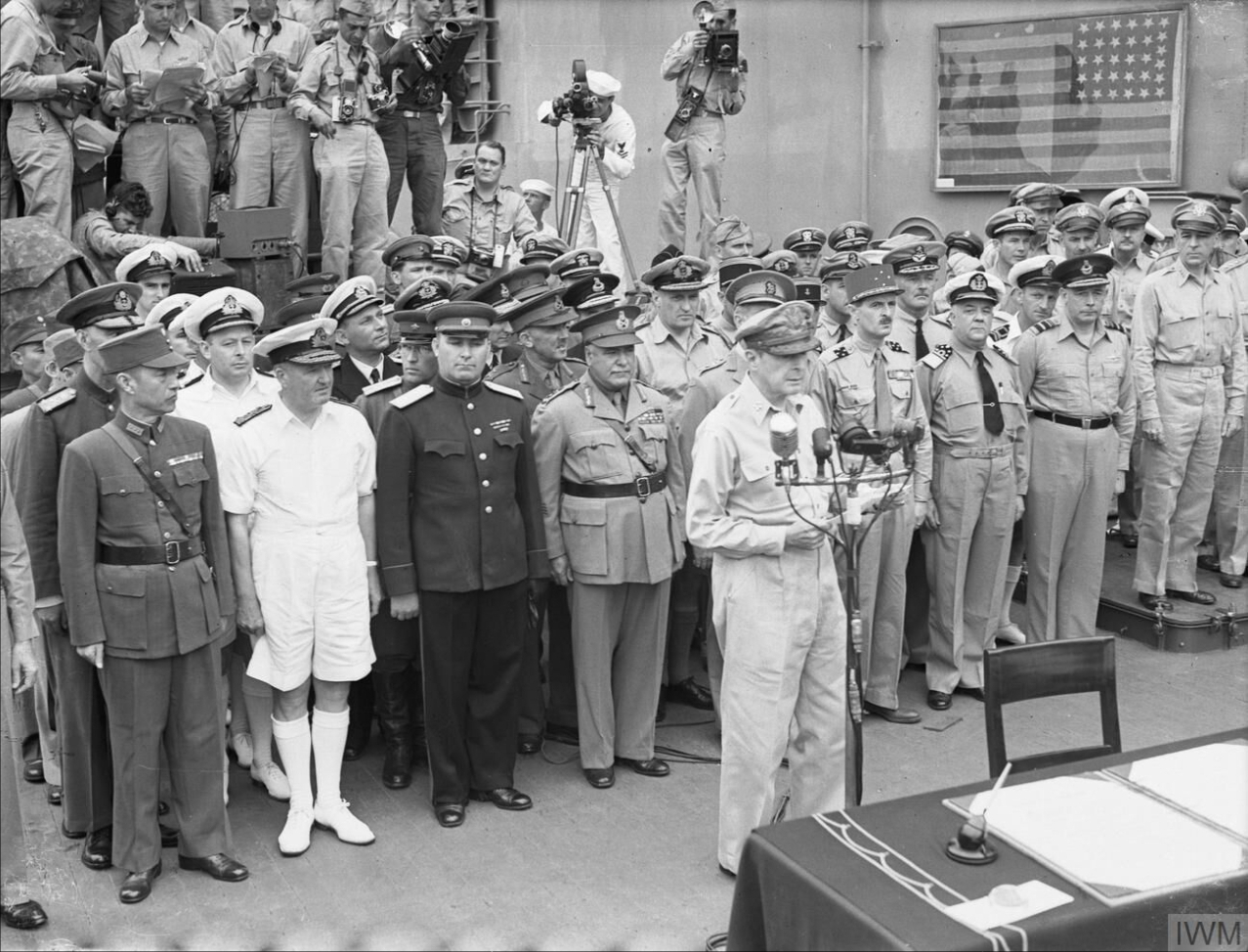
戦艦ミズーリ艦上における日本の降伏調印式（前列左から2人目がフレーザー）

第二次世界大戦が勃発すると、1940年5月8日に海軍中将に進級し、1941年の国王誕生日に大英帝国勲章（ナイト・コマンダー、KBE）を授与される。1942年6月に本国艦隊の次席指揮官である第2戦艦戦隊司令官に補される。
1943年5月に本国艦隊司令長官に補され、同年の国王誕生日にバス勲章（ナイト・コマンダー、KCB）を授与された。
同年12月26日、旗艦デューク・オブ・ヨークに坐乗して、ノルウェー北端に近いノールカップ（北岬）沖でドイツ戦艦シャルンホルストを撃沈した（北岬沖海戦)。
この武功により、1944年1月5日にバス勲章（ナイト・グランド・クロス、GCB）を、1944年2月25日にソ連からスヴォーロフ勲章を授与された。
1944年2月7日に海軍大将に進級し、8月に東洋艦隊司令長官、12月にはイギリス太平洋艦隊司令長官に補された。艦隊司令部はシドニーの陸上に置かれた。
1945年9月2日に東京湾のミズーリ艦上で、日本との降伏文書調印式でフレーザーは連合国イギリス代表として署名した。

### 退役

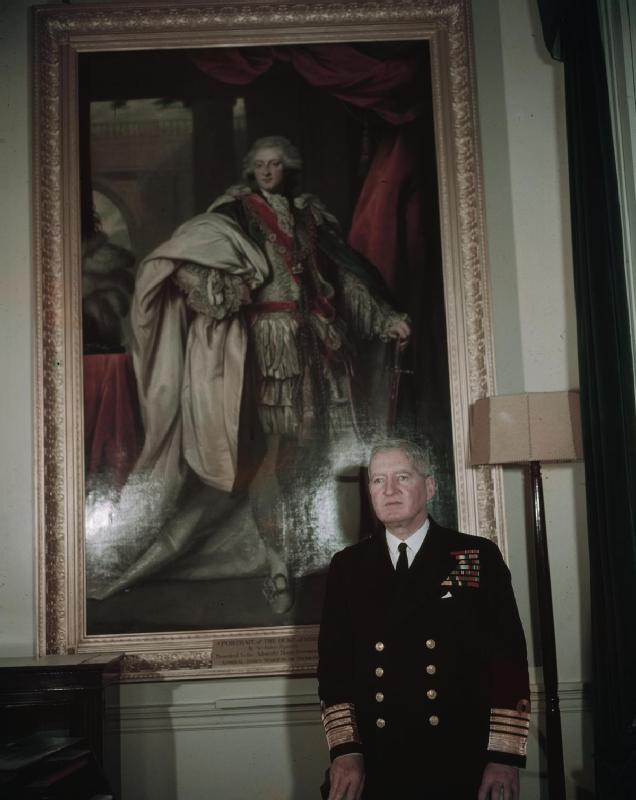
フレデリック (ヨーク・オールバニ公)の肖像（ジョシュア・レノルズ作、ロイヤル・コレクション RCIN 405411）の前に立つフレーザー大将。

1946年4月27日に海軍侍従武官長（First and Principal Naval Aide-de-Camp to the King）に補され、9月にはノース・ケープ（北岬）のフレーザー男爵に叙された。翌1947年9月にポーツマス鎮守府司令長官に補され、1948年2月7日に元帥に昇進し、9月には海軍士官の最高ポストである第一海軍卿に上り詰めた。第一海軍卿在任中には北大西洋条約機構の設立に関わり、国内の反対を押し切る形で大西洋連合軍最高司令官にアメリカ海軍の提督が就任する原則に合意した。
1951年12月に第一海軍卿を退任し、1981年2月12日にロンドンで死去した。フレーザーは生涯独身で子供もいなかったため、爵位は一代限りで断絶した。